# Илия Маринов (епископ)
Вижте пояснителната страница за други личности с името Илия Маринов.
Илия Маринов (на латински: Elias Marini), известен още като Илия Маринич, е францисканец, първият българин избран за католически епископ и основател на кустодията на францисканците в България.

## Биография
Илия Маринов е роден в Чипровци през 1577 или 1578 г. Според източниците, които ползва Константин Иречек, той е потомък на български болярски род. Илия Маринов завършва Клементинския колеж в Рим, а после и юридически науки в Римския университет. През 1614 г. се установява като свещеник в Чипровци.
Образован, добре подготвен и известен сред населението, той бил назначен през 1624 г. от папа Урбан VIII за Софийски католически епископ – приемник на Петър Солинат – с ранг на примас на българските католици. Макар и със сравнително умерени възгледи Илия Маринов бил преследван и арестуван неведнъж от османската власт.
През 1624 г. става отделяне на францисканската мисия в България от стоящата над нея дотогава – босненска. Епископското седалище – Чипровци – станало център на обособена отделна францисканска териториално-административна единица – „Българска кустодия“, включваща територии от България, Влашко и част от Унгария.
Под ръководството на новосъздадената Конгрегация за разпространение на вярата (1622 г.), Светият престол поставя на по-здрави основи реализирането на своите цели в некатолическите страни.
В един от рапортите на Маринов от 1625 г. има информация за обиколка му в епархията. Той е успял да покръсти 2000 души из между павликяните, а на следващата 1626 г. покръства още 333 души. В онова време, павликяни обърнати е имало към 8000 души, а не обърнати към 7000. Тук трябва да споменем и католици от други народности в Чипровец и Копиловец – саксонци и дубровчани, които влизат в това число.
От Дунав до Пловдив е имало 17 павликянски села с около 1330 къщи. Продължава изпращането на по-будни момчета да учат за свещеници в Лорето (Италия).
Въпреки чумната епидемия, която пламва през 1628 г., епископът редовно посещава своето папство в Северна България. Но след 1631 г. обиколките стават невъзможни поради струпванията на турски и татарски войски, за войната срещу Полша. Настанени в Никополско, те вилнеят безнаказано и тормозят и павликянските села. Илия Маринов се оплаква в едно писмо до Рим, че католиците са постоянно глобявани и наказвани, а когато нямало за какво да ги обвинят им казвали, че те са от същата вяра с поляците и се молят Бога да им даде победа.
Илия Маринов малко се грижел за южните павликяни и нито веднъж не е отишъл лично да ги посети и да повлия на обръщането им в католическата вяра. В последните години от живота си, той често боледувал и през 1638 г. за негов помощник е назначен Петър Богдан. След тази година започва по-активна мисионерска дейност в Пловдивско.
Илия Маринов умира на 5 (15) юни 1641 г. от охтика. На следващия ден е погребан в църквата в Чипровци.